# II. Mircea havasalföldi fejedelem
II. Mircea más néven Vlad Mircea (1422 – 1446. december 12.), Havasalföld fejedelme volt 1442-ben.
II. Vlad (Dracul) fia, valószínűleg apja társuralkodója volt. Trónját egyedül akkor foglalta el, amikor apját a törökök elfogták és Galipoli várába zárták, és miközben testvéreit (Vlad Țepes és III. (Szép) Radu) Egrigöz erődítményébe „internálták”.
Ezek az előzmények meglehetősen felkavarták Hunyadi Jánost, aki Havasalföld Törökországba való teljes beolvasztásának a rémképét látta maga előtt. Ezért Erdély vajdája (egyben a letartóztatott fejedelem rokona) 1442-ben Mezid beg legyőzése után sikeres katonai hadjáratot indított Havasalföld ellen. Mirceát legyőzte és helyére saját kegyencét, II. Basarabot ültette trónra (uralk. 1442-1443).
Tény azonban, hogy Mircea rövid ideig uralkodott. Valószínűleg II. Vladislav (uralk. 1447-1448) megrendelésére gyilkolták meg saját nemesei, a legenda szerint élve eltemették.